# Epulorhiza epiphytica
Epulorhiza epiphytica é uma espécie de fungo pertencente à família Tulasnellaceae.